# Asas de Portugal
Asas De Portugal (en español: «Alas de Portugal») es un grupo de demostración de vuelo creado en 1977, y que se encuentra integrado en el 103.er Escuadrón (Esquadra 103) de la Fuerza Aérea Portuguesa, con sede en la Base Aérea de Beja (Beja, Portugal). Es el grupo acrobático nacional de Portugal y operan en sus exhibiciones aéreas dos aviones Dassault/Dornier Alpha Jet procedentes de la Luftwaffe alemana.

## Aviones utilizados

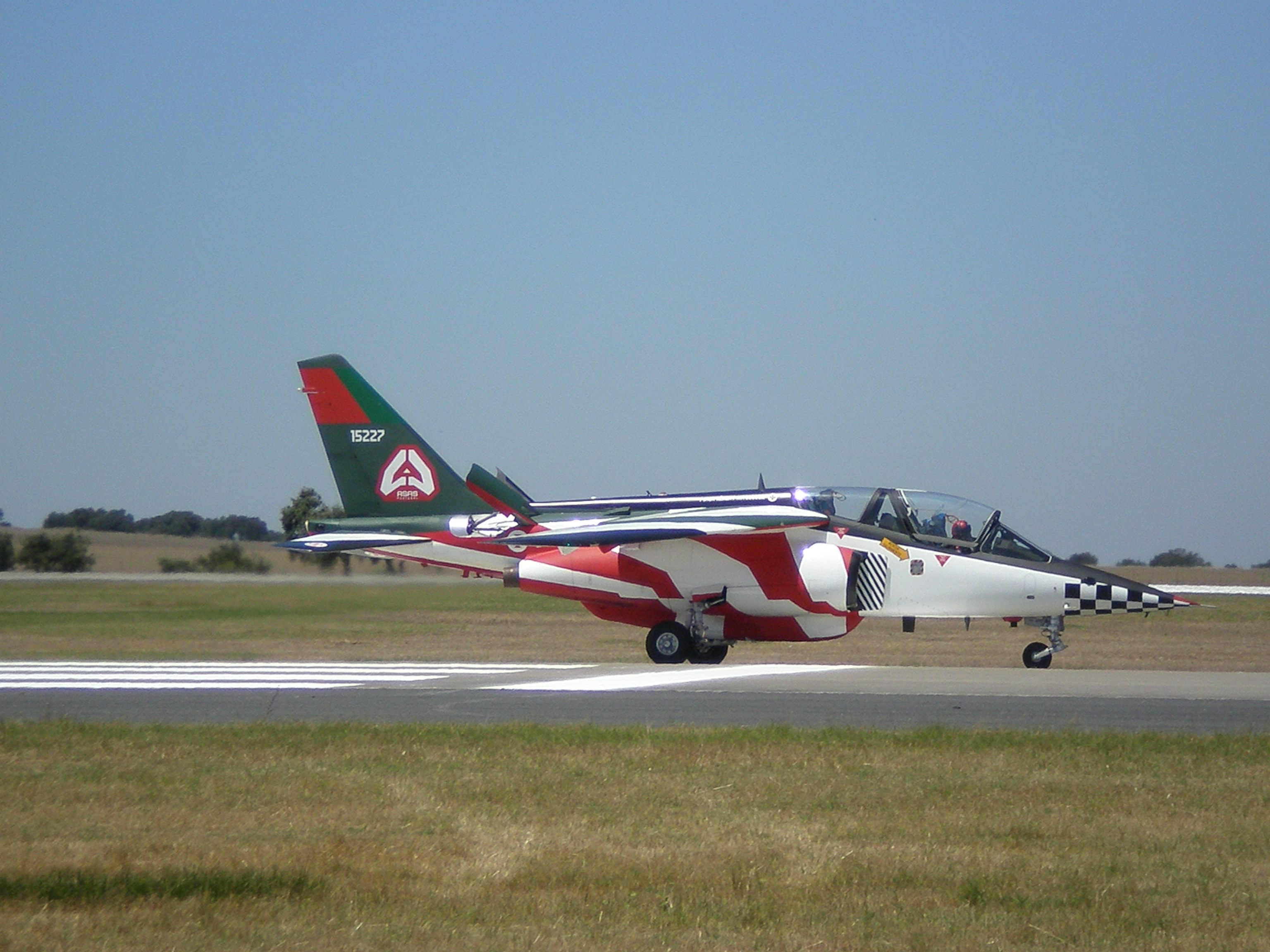
Alpha Jet de los Asas de Portugal.

| Avión                      | Número      | Periodo           |
| -------------------------- | ----------- | ----------------- |
| T-37C Tweety Bird          | 6           | 1977 — 1990       |
| inactividad                | inactividad | 1990 — 1997       |
| Dassault/Dornier Alpha Jet | ?           | 1997 — 1998       |
| inactividad                | inactividad | 1998 — 2001       |
| Dassault/Dornier Alpha Jet | 2           | 2001              |
| inactividad                | inactividad | 2001 — 2005       |
| Dassault/Dornier Alpha Jet | 2           | 2005 — actualidad |